# Marie (bourdon)
Pour les articles homonymes, voir Marie.
 (novembre 2017).
Si vous disposez d'ouvrages ou d'articles de référence ou si vous connaissez des sites web de qualité traitant du thème abordé ici, merci de compléter l'article en donnant les références utiles à sa vérifiabilité et en les liant à la section « Notes et références ».

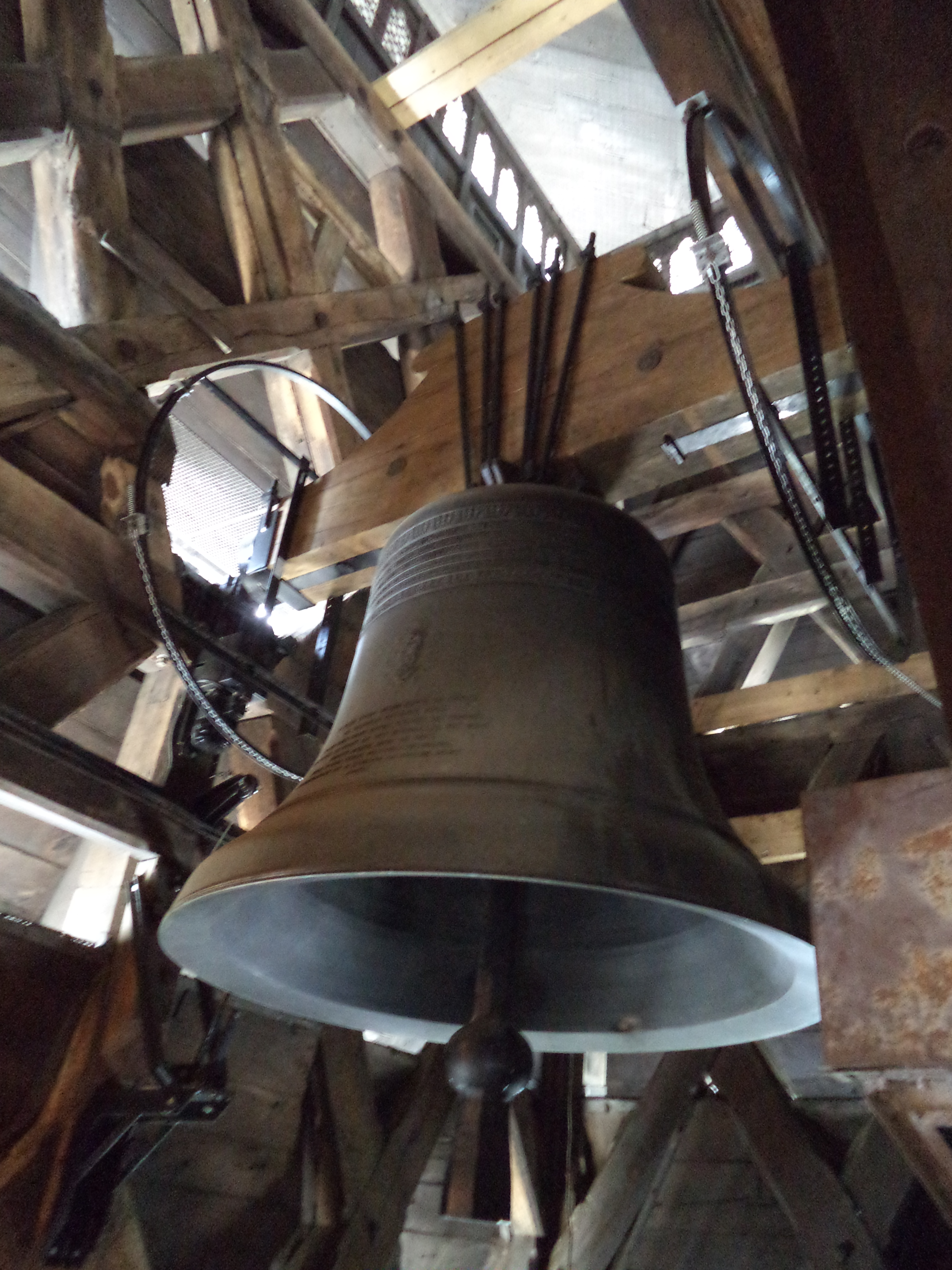
Le bourdon Marie en 2015.

Marie est, avec Emmanuel, l'un des deux bourdons de la cathédrale Notre-Dame de Paris. Elle est la 29e plus grosse cloche de France. 

## Historique
Elle est fondue le 14 septembre 2012 par la fonderie hollandaise Royal Eijsbouts. 
Son poids est de 6 023 kilogrammes (6 tonnes). Son type de lancer est le lancer dit « franc ». Elle produit un Sol#2. Marie sonne 10 à 12 fois par an, pour le grand solennel, le gros solennel (ou bourdonnage), le petit solennel, la Pentecôte, Noël, Pâques, le 11 Novembre et pour les grandes occasions.
Sa marraine est la grande-duchesse consort de Luxembourg María Teresa Mestre.
Marie sonne le glas le 16 juillet 2016 en mémoire des victimes de l’attaque terroriste de Nice.
Tandis qu'Emmanuel ne sonne plus que pour les très grandes occasions afin de le préserver (le bourdon Emmanuel est âgé de plus de trois siècles, il a été fondu sous Louis XIV). La première sonnerie de Marie date du 23 mars 2013.
Le bourdon Marie se situe dans la tour sud à côté du bourdon Emmanuel. Des travaux ont été effectués pour modifier l'emplacement des roues de volée et un nouveau joug a été placé pour le bourdon.
Cette cloche a été fondue pour remplacer quatre autres cloches qui sonnaient faux et qui avaient été fondues au XIXe siècle, en 1856, lors de la restauration de la cathédrale par Viollet-le-Duc. Huit autres cloches ont aussi été placées dans la tour nord pour la même occasion.
Un autre bourdon également nommé Marie était le premier bourdon de Notre-Dame de Paris. 
Cette cloche a été nommée en hommage à la Vierge Marie. Sa durée de vie prévue est de 300 ans.
Elle n'est pas touchée par l'incendie du 15 avril 2019.
Pour la première fois, le bourdon Marie sonne 4 ans après l'incendie pour la fête de Pâques 2023 au côté du bourdon Emmanuel.

Marie avant son installation en février 2013
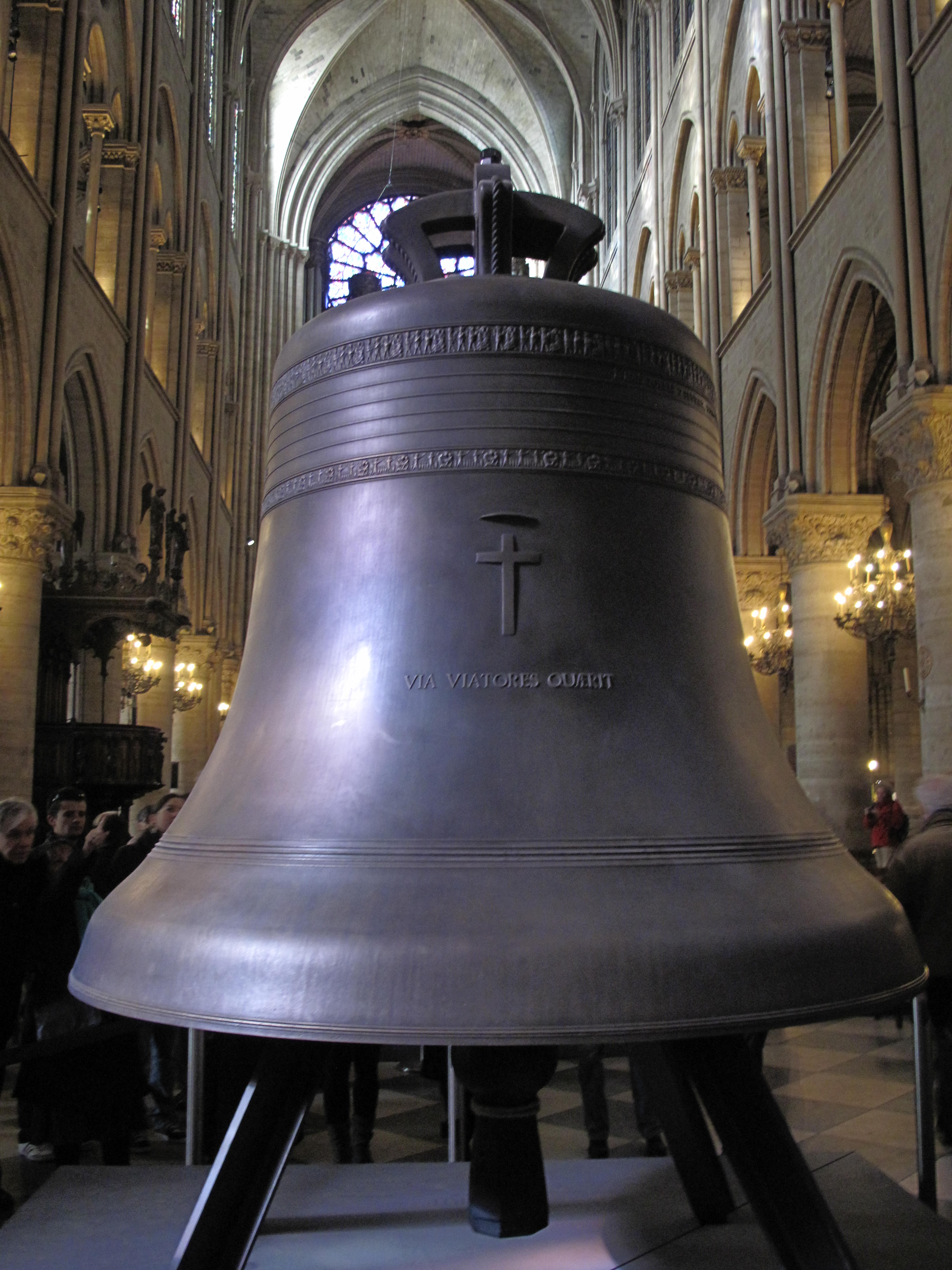
Marie dans la nef en attendant d'être installé dans la tour sud.
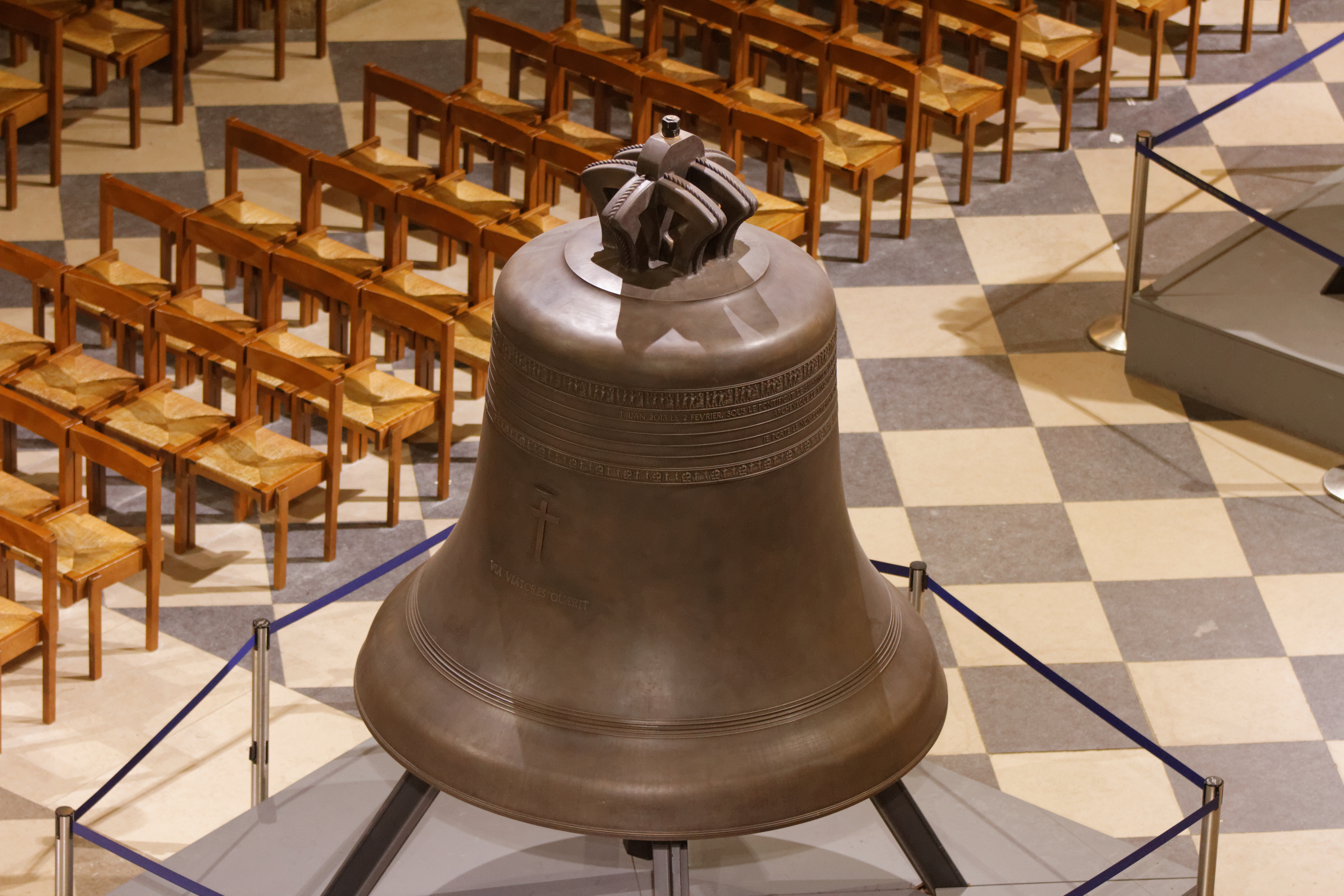
Vue du dessus de Marie et sur les anses.
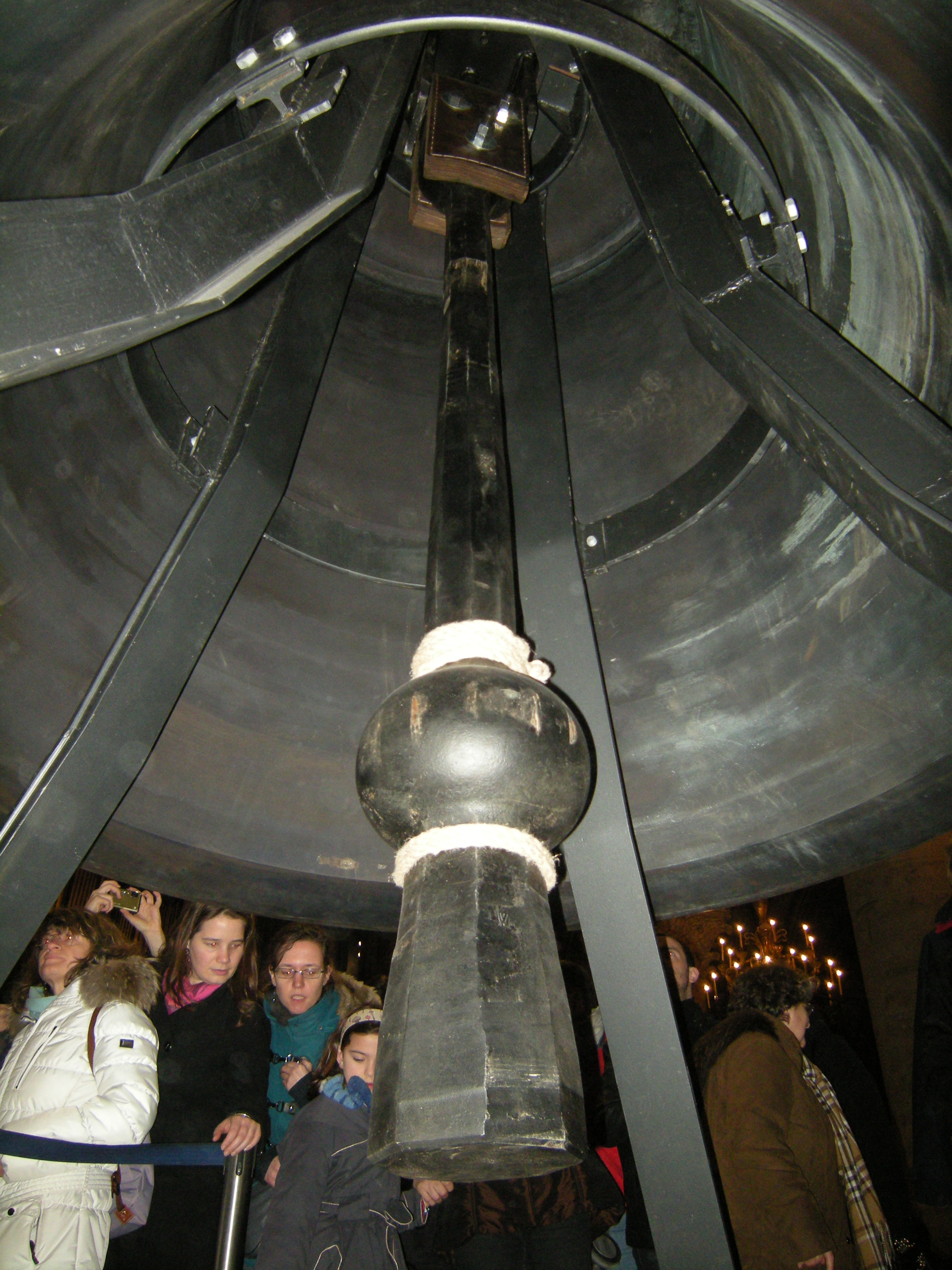
Battant et intérieur de Marie.
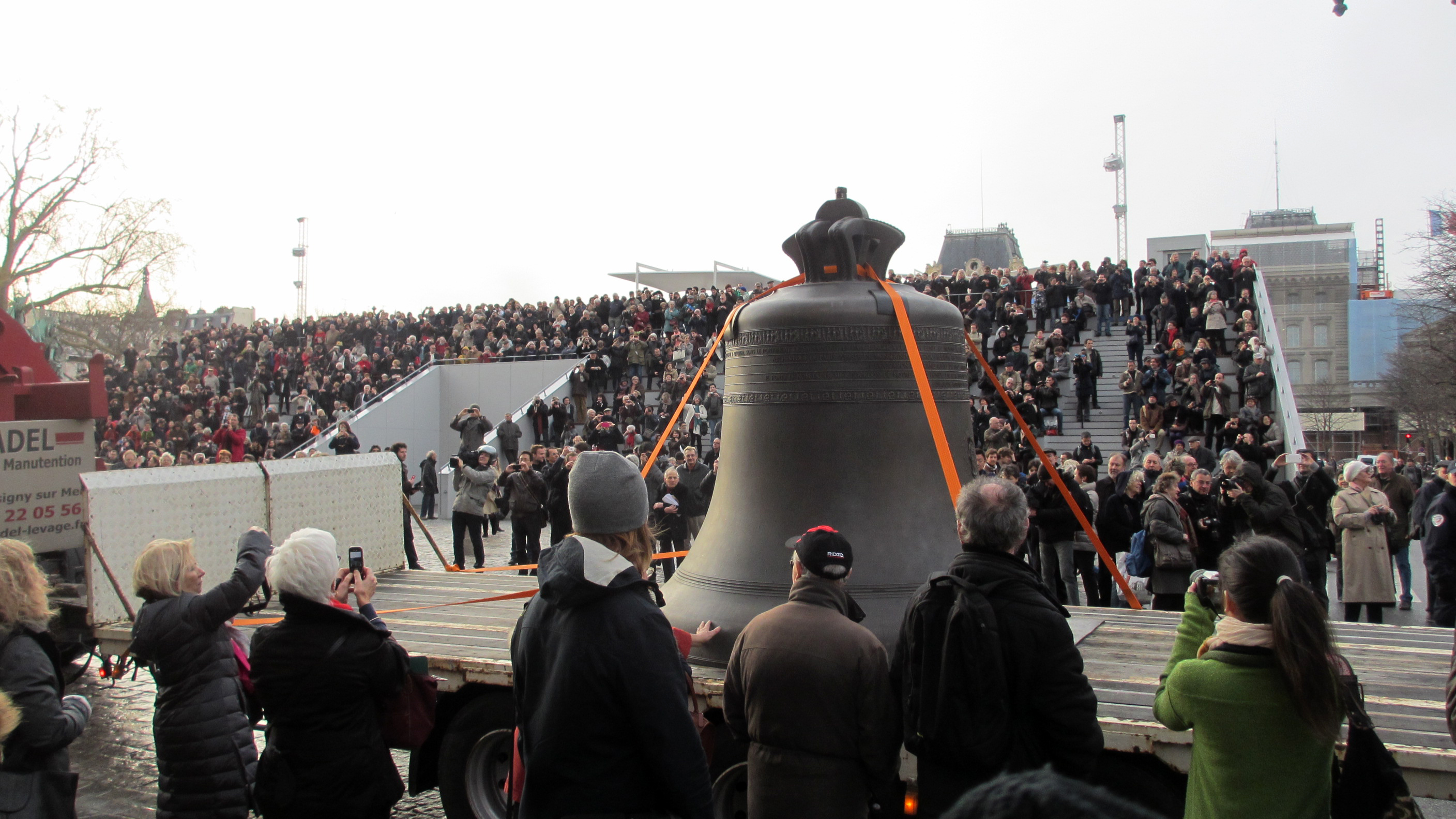
Marie sur le parvis.